# Daiei (supermarchés)
The Daiei, Inc. (株式会社ダイエー, Kabushiki-kaisha Daiē), basée à Kobe, est une des chaînes de supermarchés les plus importantes du Japon. Daiei est en phase de restructuration sous le contrôle de Marubeni et de ÆON, une autre chaîne de supermarchés. Plus de 3000 magasins font partie du groupe Daiei.

## Histoire
Isao Nakauchi a fondé son premier magasin en 1957 à Osaka près de la gare de Sembayashi[réf. nécessaire].  
La chaîne de vente au détail s'est développée rapidement dans les années 1970 et 1980.
Dans le cadre de ses efforts de restructuration afin d'éviter de demander le soutien de l'IRCJ ( Industrial Revitalization Corporation of Japan ), la société a vendu son équipe de baseball, les Fukuoka Daiei Hawks, qu'elle avait achetée à Nankai Railway en 1988, à SoftBank, le 27 janvier., 2005 , et les magasins de la société à Hawaï en 2006 à Don Quijote Co., Ltd.. À travers le processus de restructuration de la dette et le soutien apporté par les institutions financières en coordination avec l'IRCJ, la société a été acquise par IRCJ, Marubeni Corporation (une société commerciale) et Advantage Partners (une société de capital-investissement) en 2005.[réf. nécessaire]

### Marques propres

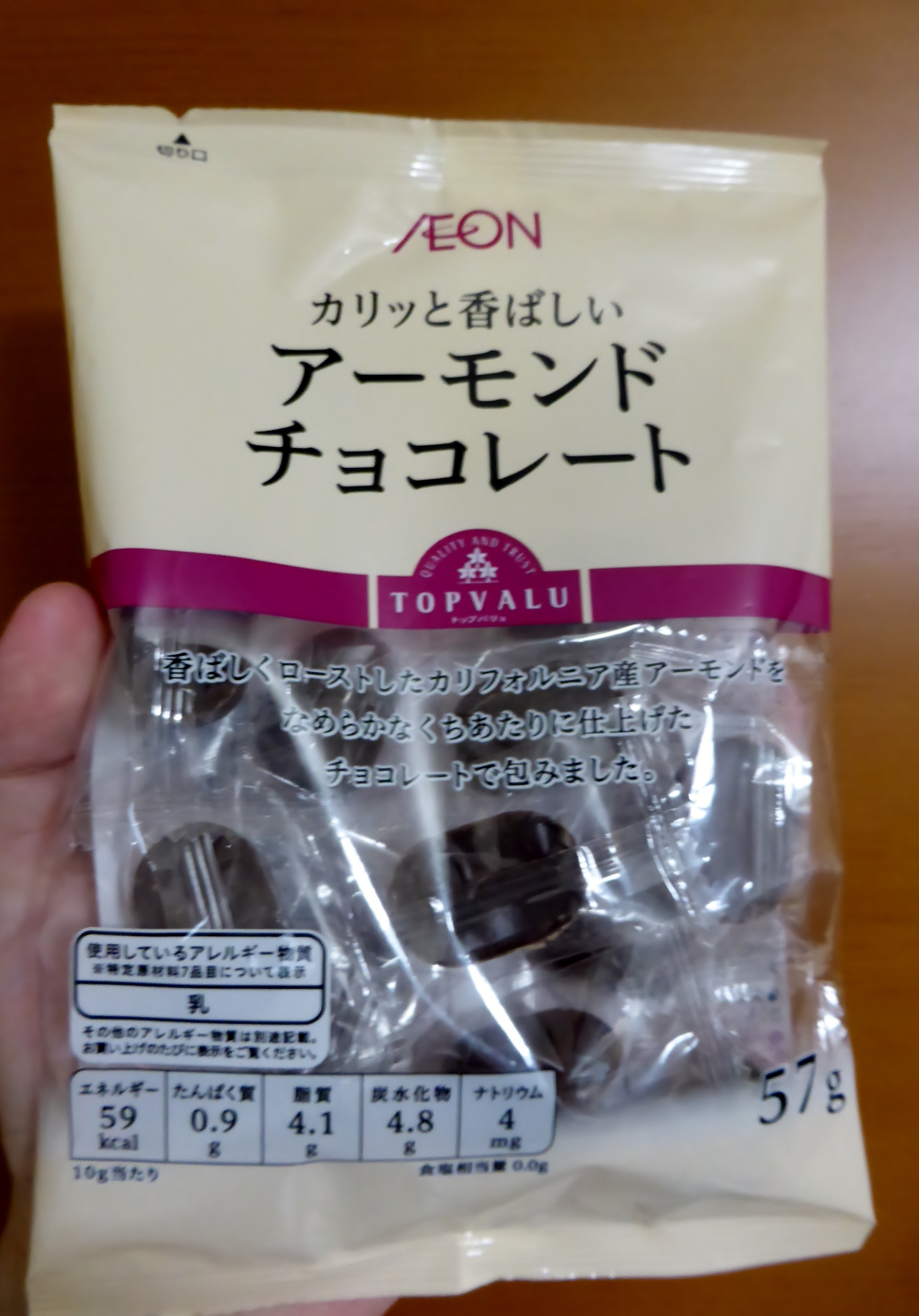
Chocolat aux amandes Topvalu

Daiei propose plusieurs marques de distributeur; la plus importante est Topvalu (ト ッ プ バ リ ュ) qui a débuté en 2007. Les produits Topvalu sont vendus par ÆON Co., Ltd. et Daiei.

Logo de Topvalu

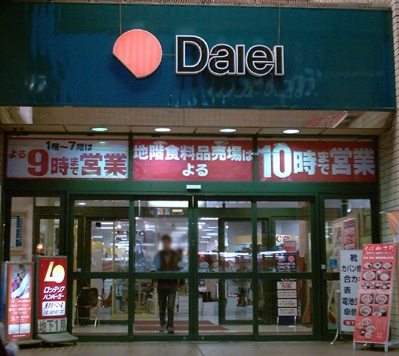
Un magasin Daiei